# Operation Passbook
1941

Versenkung der Force Z 
1942

C –
Ironclad 
1944

Diplomat –
Cockpit –
Transom –
Councillor –
Pedal –
Crimson –
Banquet –
Light –
Millet –
Outflank –

ab 22. Nov. als British Pacific Fleet Robson 
1945

Lentil –
Meridian –
Suffice –
Stacey –
Transport –
Onboard –
Penzance –
Passbook –
Sunfish –
Bishop –
Dukedom –
Mitre –
Irregular –
Balsam –
Bedlam Green –
Collie –
Livery –
Jurist –
Tiderace
Die Operation Passbook war eine Unternehmung der britischen Eastern Fleet (East Indies Station) unter dem Kommando von Vizeadmiral Sir Arthur Power während des Pazifikkriegs im Zweiten Weltkrieg. Es war vorgesehen japanische Schiffe im Gebiet der Andamanensee zwischen Mergui (Hastings Harbour) und der Mündung des Saluen bei Moulmein in Burma zu lokalisieren und zu zerstören.
Dazu wurde die Force 62 mit den Zerstörern Racehorse, Redoubt, Rocket und Rotherham  zusammengestellt. Sie stach am 7. April von Akyab aus in See und operierte zwischen dem 9. und 11. April zwischen der Flussmündung des Saluen und Mergui sowie im Gebiet um Hastings Harbour. Während dieser Operationen wurden fünf Segelboote versenkt und 18 überlebende Burmesen gerettet.
Am frühen Morgen des 11. April sichteten sechs Liberator Bomber der No. 222 Group der Royal Air Force ein Handelsschiff, das von einem U-Boot-Jäger eskortiert wurde. Beide Schiffe wurden von den Flugzeugen versenkt. Die Force 62 erreichte das Gebiet am Nachmittag und nahm 62 Japaner und sechs Jugendliche aus Sumatra in japanischer Uniform auf.
Am 13. April lief die Force 62 wieder in Trincomalee auf Ceylon ein.